# Jalan Setiabudi
Jalan Dokter Setiabudi (vroeger: Lembangweg) is een straat in Bandung, de hoofdstad van Indonesische provincie West-Java. De straat is gelegen in het noorden van Bandung en is de belangrijkste uitvalsweg naar Lembang. Villa Isola is ook gelegen aan Jalan Setiabudi.